# Glypta costulata
Glypta costulata är en stekelart som beskrevs av Kuslitzky 2007. Glypta costulata ingår i släktet Glypta och familjen brokparasitsteklar. Inga underarter finns listade i Catalogue of Life.